# Nage waza
Nelle arti marziali giapponesi, con il termine nage-waza (投げ技?, nage waza, tecniche di proiezione) si indicano le tecniche di lancio tese a far perdere l'equilibrio all'avversario, sbilanciandolo e facendolo cadere al suolo.

## Esecuzione

### Tachi-waza
Una nage-waza può essere eseguita in vari modi. Nel caso in cui tori proietti uke mantenendo una postura eretta o semieretta si definisce tachi-waza (立技?, tachi-waza, tecnica in piedi). 
In generale, l'esecuzione di una nage-waza sfrutta o può sfruttare la dinamica di avanzamento e di sbilanciamento di uke l'uso di leve articolari, ostacoli al movimento, ecc. ed è costituita da un'azione di caricamento del corpo di uke, oppure dal controllo della caduta di uke da parte di tori.

#### Te-waza
Le te-waza sono le tecniche eseguite con l'ausilio primario delle braccia.

#### Koshi-waza
Le koshi-waza sono le tecniche eseguite con l'ausilio primario delle anche.

#### Ashi-waza
Le ashi-waza sono le tecniche eseguite con l'ausilio primario delle gambe.

### Sutemi-waza
Nel caso in cui tori sacrifichi il suo equilibrio al fine di proiettare uke, si parla di sutemi-waza (捨身技?, sutemi-waza,  tecniche di sacrificio). Tali tecniche sono utilizzate maggiormente per proiettare soggetti di peso superiore, in quanto azioni di caricamento proprie di alcune tachi-waza possono risultare fisicamente impossibili.

#### Ma-sutemi-waza
Le ma-sutemi-waza sono le tecniche di sacrificio eseguite cadendo sulla schiena.

#### Yoko-sutemi-waza
Le yoko-sutemi-waza sono le tecniche di sacrificio eseguite  cadendo sul fianco.

## Lista delle nage-waza
Esistono molti tipi di nage-waza. Secondo la tassonomia standard del Kōdōkan Jūdō Institute, esse sono divise in cinque sottogruppi: te-waza (手技?, te-waza,  tecniche di braccia), koshi-waza (腰技?, koshi-waza,  tecniche di anca), ashi-waza (足技?, ashi waza,  tecniche di gamba), ma-sutemi-waza (真捨身技?, ma sutemi waza,  tecniche di sacrificio sul dorso), yoko-sutemi-waza (横捨身技?, yoko sutemi waza,  tecniche di sacrificio sul fianco).
Le più comuni tecniche di lancio (la maggior parte delle quali appartenenti al judo e al jujutsu) sono di seguito riportate.

### Te-waza (手技): Tecniche di mano
1. Ippon seoi nage (一本背負い投げ, or 一本背負投): Lancio di schiena singolo
2. Morote seoi nage (背負い投げ, or 背負投): Lancio di schiena con entrambe le mani
3. Eri seoi nage: Lancio di schiena dal bavero
4. Kata seoi nage: Lancio di schiena dalla spalla
5. Gyaku seoi nage: Lancio di schiena opposto
6. Sukui nage (掬投): Lancio raccogliente
7. Kata guruma (肩車): Rotazione con la spalla
8. Te Guruma (手車): Rotazione con la mano
9. Kibisu gaeshi (踵返): Capovolgimento con una mano
10. Kouchi gaeshi (小内返): Contrattacco alla piccola falciata interna
11. Tai otoshi (體落): Caduta usando il corpo
12. Seoi otoshi (背負落): Caduta usando la schiena
13. Obi otoshi (帯落): Caduta usando la cintura
14. Uki otoshi (浮落): Caduta fluttuante
15. Sumi otoshi (隅落): Caduta curvata
16. Morote gari (双手刈): Falciata con entrambe le mani
17. Uchi mata sukashi (内股透): Presa sulla coscia interna andata a vuoto
18. Yama arashi (山嵐): Tempesta di montagna
19. Kuchiki taoshi (朽木倒): Spinta a terra su gamba singola

### Koshi-waza (腰技): Tecniche di anca
1. Daki age (抱上): Sollevamento in alto
2. Hane goshi (跳腰): Scatto con l'anca
3. Harai goshi (払腰): Spazzata con l'anca
4. Tsuri goshi (釣腰): Sollevamento con l'anca
5. Tsurikomi goshi (釣込腰): Sollevamento e trazione con l'anca
6. Sode tsurikomi goshi (袖釣込腰): Sollevamento dalle maniche e trazione con l'anca
7. O goshi (大腰): Grande anca
8. Uki goshi (浮腰): Presa con l'anca di traverso
9. Utsuri goshi (移腰): Spostamento con l'anca (Tecnica di contrattacco)
10. Ushiro goshi (後腰): Anca posteriore (Tecnica di contrattacco)
11. Tobi goshi (飛腰): Presa d'anca volante (Tecnica di contrattacco)
12. Koshi guruma (腰車): Rotazione con l'anca
13. Ushiro Guruma(後車): Rotazione posteriore

### Ashi-waza (足技): Tecniche di gamba
1. Ashi guruma (足車): Rotazione sulla gamba
2. Hiza guruma (膝車): Rotazione sul ginocchio
3. O guruma (大車): Grande rotazione
4. Osoto guruma (大外車): Grande rotazione esterna
5. De Ashi Harai (出足払): Spazzata sul piede in avanti
6. Okuri Ashi Harai (送足払): Spazzata ad entrambi i piedi
7. Harai tsurikomi ashi (払釣込足): Trazione e spazzata con la gamba
8. Sasae tsurikomi ashi (支釣込足): blocco e tiraggio sulla caviglia
9. Osoto gari (大外刈): Grande falciata esterna
10. Kosoto gari (小外刈): Piccola falciata esterna
11. Ouchi gari (大内刈): Grande falciata interna
12. Kouchi gari (小内刈): Piccola falciata interna
13. Osoto gake (大外掛): Grande agganciamento esterno
14. Kosoto gake (小外掛): Piccolo agganciamento esterno
15. Ouchi gake (大内掛) Grande agganciamento interno
16. Kouchi gake (小内掛) Piccolo agganciamento interno
17. Uchi mata (内股): Coscia interna
18. Uchi mata gaeshi (内股返): Contrattacco alla coscia interna
19. Hane goshi gaeshi (跳腰返): Contrattacco allo scatto con l'anca
20. Harai goshi gaeshi (払腰返): Contrattacco alla spazzata con l'anca
21. Tsubame gaeshi (燕返): Contrattacco di rondine
22. Ouchi gaeshi (大内返): Contrattacco alla grande falciata interna
23. Osoto gaeshi (大外返): Contrattacco alla grande falciata esterna
24. Osoto otoshi (大外落): Grande caduta esterna

### Sutemi-waza(捨身技): Tecniche di sacrificio

#### Ma-sutemi (真捨身技): Di sacrificio anteriore
1. Hikikomi gaeshi (引込返): Trazione ribaltante
2. Sumi gaeshi (隅返): Contrattacco curvato
3. Tawara gaeshi (俵返): Presa inversa del sacco di riso (Contrattacco alla falciata con entrambe le mani)
4. Tomoe nage (巴投): Lancio circolare
5. Ura nage (裏投): Lancio rovesciato

#### Yoko-sutemi (橫捨身技): Di sacrificio laterale
1. Daki wakare (抱分): Separazione alta
2. Yoko wakare (横分): Separazione laterale
3. Hane makikomi (跳巻込): Scatto avvolgente
4. Harai makikomi (払巻込): Spazzata avvolgente
5. Soto makikomi (外巻込): Avvolgimento esterno
6. Osoto makikomi (大外巻込): Grande avvolgimento esterno
7. Uchi makikomi (内巻込): Avvolgimento interno
8. Uchi mata makikomi (内股巻込): Avvolgimento sulla coscia interna
9. Yoko gake (横掛): Agganciamento laterale
10. Kawazu gake (河津掛): Agganciamento aggrovigliato
11. Yoko otoshi (横落): Caduta laterale
12. Tani otoshi (谷落): Caduta a valle
13. Yoko guruma (横車): Rotazione laterale
14. Tama guruma (彈車):Ruota di giada
15. Kani basami (蟹挟): Presa a tenaglia
16. Uki waza (浮技): Tecnica fluttuante
17. Ude gaeshi (腕返): Contrattacco sul braccio
18. Yoko Tomoe Nage (横巴投): Lancio circolare laterale
19. Hikoki nage: Lancio ad aeroplano (A volte classificata tra le katame-waza)